# パンルヴァ (小惑星)
パンルヴァ (953 Painleva) は小惑星帯に位置する小惑星である。アルジェリアのアルジェ天文台でヴェニアミン・ジェコフスキーによって発見された。
フランスの数学者ポール・パンルヴェにちなんで命名された。